# Concours Eurovision de la chanson 1982
- Pays participants
- Pays ayant participé dans le passé

Dublin 1981 Munich 1983
Le Concours Eurovision de la chanson 1982 fut la vingt-septième édition du concours. Il se déroula le samedi 24 avril 1982, à Harrogate, au Royaume-Uni. Il fut remporté par l’Allemagne, avec la chanson Ein bißchen Frieden, interprétée par Nicole. Israël termina deuxième et la Suisse, troisième.

## Organisation
Le Royaume-Uni, qui avait remporté l'édition 1981, se chargea de l’organisation de l’édition 1982. 
La décision de la BBC de choisir Harrogate comme ville hôte causa une certaine surprise. Car jamais le concours n’avait été organisé dans une si petite ville. La BBC voulait en fait profiter des facilités offertes par son nouveau centre de conférence, inauguré cette année-là.

## Pays participants
Dix-huit pays participèrent au vingt-septième concours. 
La France et la Grèce se retirèrent. 
Le nouveau directeur des variétés de TF1, Pierre Bouteiller, avait estimé que le concours n’était plus qu’un « monument à la bêtise », dont l’intérêt avait été dissipé par « l’absence de talent et la médiocrité des chansons ». Il décida donc du retrait français. Comme il prit sa décision en octobre, juste avant la date officielle d’enregistrement des candidatures, les autres chaînes publiques françaises ne purent s’organiser et trouver une alternative. Il n’y eut finalement aucune retransmission télévisée du concours en France. Après 1974, ce fut la deuxième et la dernière fois que le pays manqua une édition de l’Eurovision.
La Grèce, de son côté, avait déjà sélectionné pour la représenter la chanson Sarantapente kopelies, interprétée par Themis Adamantidis. Mais la ministre de la culture grecque, Melina Mercouri, trouva la chanson de fort mauvaise qualité. De peur qu’elle ne donne une mauvaise image de son pays à l’étranger, Mercouri décida seule du retrait grec.

## Format

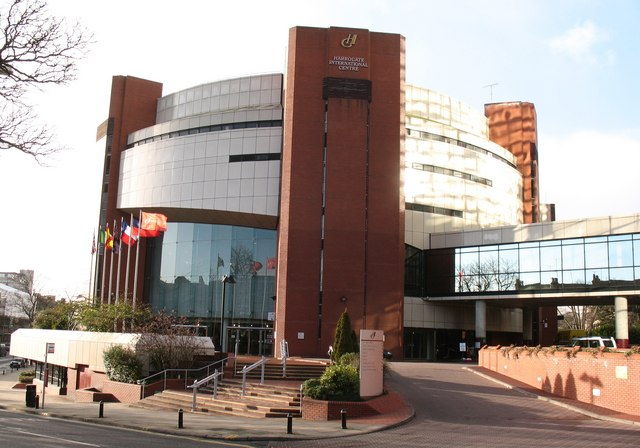
Le Conference Centre, à Harrogate.

Le concours eut lieu au Conference Centre d’Harrogate.
La scène comportait trois parties distinctes. À gauche, se trouvait l'orchestre, installé sur deux tribunes. À droite, se trouvait le tableau de vote. Le pupitre du superviseur était installé pour la première fois dans la salle, face au tableau, et non plus sur scène, en dessous du tableau. Au centre, se trouvait le podium destiné aux artistes. Il se composait de quatre niveaux, les deux premiers plus étroits, les deux derniers plus vastes. Ces niveaux alternaient les surfaces réfléchissantes et les surfaces mates. Les deux niveaux supérieurs étaient décorés d'un carré lumineux. Tous étaient bordés de bandes lumineuses. Le premier niveau accueillait à son extrémité droite, le micro de la présentatrice. Le troisième niveau comportait deux podiums rectangulaires mobiles, de couleur blanche et pouvant s'imbriquer l'un dans l'autre. Le quatrième niveau comportait deux décors rotatifs, composés de miroirs et de portants de forme rectangulaire. L'arrière-fond était décoré d'éléments rectangulaires et de pilastres lumineux. L'ensemble du décor prit des couleurs rouges, bleues et vertes selon les prestations.
Le programme dura près de deux heures et onze minutes.

## Vidéo introductive et cartes postales
La vidéo introductive débuta par une vue d'une carte de l'Europe, dessinée sur un parchemin. Les différents pays participants s'illuminèrent successivement d'orange et de chacun d'entre eux, sortit la même question, formulée dans la langue nationale du pays : « Où est Harrogate ? » La caméra fit ensuite une vue agrandie du Royaume-Uni, puis du Yorkshire. Harrogate y apparut au centre, marquée par un cercle orange. La vidéo se poursuivit avec des gravures puis des vues touristiques de la ville. Furent ensuite montrés, les préparatifs du concours, les vitrines décorées des commerces et une exposition florale. La vidéo se conclut par des vues nocturnes du Conference Center, l'arrivée des voitures des invités et leur entrée dans la salle. 
Les cartes postales débutèrent par des plans sur la cabine de chaque commentateur national, avant d'enchaîner sur des vues touristiques du pays participant. Les artistes étaient ensuite montrés dans leur propre pays, puis à Harrogate, lors de la semaine de répétitions. 

## Déroulement
La présentatrice de la soirée fut Jan Leeming. Elle s’adressa aux téléspectateurs en anglais et en français. Elle introduisit elle-même les pays participants, les chefs d'orchestre et les artistes.
L'orchestre était dirigé par Ronnie Hazlehurst.
Le déroulement ne connut qu'un hiatus mineur. Lors de la prestation israélienne, une des danseuses heurta un micro, qui chuta dans le parterre. L'incident ne fut pas montré à l'écran et ne causa aucune interruption particulière.

## Chansons
Dix-huit  chansons concoururent pour la victoire. 
Lassée de ses mauvais résultats, la télévision publique norvégienne engagea un professeur d'anglais, René Herail, et lui demanda d'analyser les raisons de ces échecs à répétition. Il parvint à la conclusion que les intonations particulières de la langue norvégienne rebutaient les auditeurs étrangers. Sur la base de ce rapport, Jahn Teigen et Herodes Falsk écrivirent une chanson conceptuelle, au titre français et ne comportant que des sons doux. Jahn Teigen l'interpréta en duo avec son épouse de l'époque, Anita Skorgan. Ils remportèrent la finale nationale norvégienne et terminèrent à la douzième place du concours, le meilleur résultat obtenu par la Norvège depuis 1973.
Pour la représenter, la télévision publique belge avait choisi la chanteuse d'origine indonésienne Stella. Celle-ci, née aux Pays-Bas et néerlandophone, ne comprenait pas le français. Elle interpréta donc sa chanson de façon phonétique, terminant à la quatrième place. Stella fut la seule à recevoir des points de tous les autres pays participants.
La chanson allemande avait été composée par Ralph Siegel et écrite par Bernd Meinunger. Ils concoururent pour la quatrième année consécutive, un record. Ils avaient déjà terminé quatrièmes en 1979 avec Dschinghis Khan, et deuxièmes en 1980 avec Theater et en 1981 avec Johnny Blue. Au total, Ralph Siegel a déjà participé à vingt reprises au concours et Bernd Meinunger, à dix-huit reprises, dans la majorité des cas pour l'Allemagne.

## Chefs d'orchestre
| Luís Duarte      | Jean Claudric  | Sigurd Jansen        | Ronnie Hazlehurst    | Garo Mafyan  | Ossi Runne          |
| ---------------- | -------------- | -------------------- | -------------------- | ------------ | ------------------- |
| - Portugal       | - Luxembourg   | - Norvège            | - Royaume-Uni        | - Turquie    | - Finlande          |
| Joan Amils       | Martyn Ford    | Anders Berglund      | Richard Österreicher | Jack Say     | Miguel Ángel Varona |
| - Suisse         | - Chypre       | - Suède              | - Autriche           | - Belgique   | - Espagne           |
| Alan Botschinsky | Zvonimir Škrel | Silviu Nansi Brandes | Rogier van Otterloo  | Noel Kelehan | Norbert Daum        |
| - Danemark       | - Yougoslavie  | - Israël             | - Pays-Bas           | - Irlande    | - Allemagne         |

Si tous les chefs d'orchestre se présentèrent en smoking, Luis Duarte fit une exception. Il monta sur scène, revêtu d'un costume traditionnel portugais.

## Entracte
Le spectacle d'entracte fut une vidéo touristique, tournée par la BBC. La première partie présentait des vues de la campagne autour d'Harrogate. La seconde partie montrait les artistes assistant à une réception en costumes XVIIIe, donnée en leur honneur au Castle Howard. Apparurent notamment à l'écran Arlette Zola, le groupe Bardo, Bill van Dijk, Anita Skorgan, Jahn Teigen, Lucia, Stella Maessen et Elisabeth Andreassen. La réception et la vidéo se conclurent sur un feu d'artifice. L'accompagnement musical fut interprété en direct par l'orchestre.

## Coulisses
Durant le vote, la caméra fit de nombreux plans sur les artistes à l’écoute des résultats. Apparurent notamment Nicole, Ralph Siegel, Bill van Dijk, Aska (en), Bardo, Arlette Zola, Kojo et Ánna Víssi.

## Vote
Le vote fut décidé entièrement par un panel de jurys nationaux. Les différents jurys furent contactés par téléphone, selon l'ordre de passage des pays participants. Chaque jury devait attribuer dans l'ordre 1, 2, 3, 4, 5, 6, 7, 8, 10 et 12 points à ses dix chansons préférées. Les points furent énoncés dans l’ordre ascendant, de un à douze. 
Le superviseur délégué sur place par l'UER fut Frank Naef.
Après un flottement initial, l'Allemagne s’empara de la tête et mena le vote jusqu'à la fin. L'avance sur les autres concurrents fut bientôt telle que Jan Leeming s'exclama : « Well, there’s no doubt about who’s in the lead at the moment ! It’s certainly Germany ! »
Le public manifesta sa surprise à deux reprises : lorsque la Suède attribua ses "douze points" à la Yougoslavie et lorsque l’Autriche n’attribua qu’un point à l’Allemagne.

## Résultats
Ce fut la première victoire de l’Allemagne au Concours. Ce fut la deuxième fois qu’une chanson en allemand remporta le grand prix, après la victoire de l'Autriche en 1966.
Quatre records furent établis. Premièrement, l'Allemagne reçut la note maximale à neuf reprises. Ce record ne fut battu qu'en 1997, lorsque le Royaume-Uni la reçut à dix reprises. Deuxièmement, l'Allemagne reçut une note maximale de la moitié des pays participants, un record toujours inégalé. Troisièmement, l'Allemagne termina avec 61 points d'avance sur Israël. Ce record ne fut battu qu'en 1997, lorsque le Royaume-Uni termina avec 70 points d'avance sur l'Irlande. Quatrièmement, l'Allemagne reçut au total 1,61 fois plus de points qu'Israël. Ce record ne fut battu qu'en 2009, lorsque la Norvège reçut 1,78 plus de points que l'Islande.
Nicole, Ralph Siegel et Bernd Meinunger reçurent le trophée de la victoire des mains de sir Ian Trethowan, directeur général de la BBC. À ce moment, Jan Leeming s'emmêla dans ses fiches. N'apercevant pas Bernd Meinunger, qui était monté sur scène dans son dos, elle l'annonça absent. Elle se retourna, sursauta et corrigea son erreur. Elle avoua immédiatement : « I have so many cards in my hand, I could play a card game with myself ! » 
Nicole reprit ensuite la chanson gagnante en quatre langues : allemand, anglais, français et néerlandais. Elle reçut une ovation debout de la part du public dans la salle.
Par la suite, Ein bißchen Frieden rencontra un immense succès commercial et fut numéro des ventes de disques dans de nombreux pays européens, dont le Royaume-Uni. Nicole en produisit huit autres versions : en anglais (A little peace), en danois (En smule fred), en espagnol (Un poco de paz), en français (La paix sur terre), en italien (Un po' di pace), en néerlandais (Een beetje vrede), en russe (Nyemnogo mira (Нкмного мира), ainsi qu'en version multilingue.
Nicole mena sur cette lancée une carrière très fructueuse en Allemagne et dans les autres pays germanophones. En 2005, lors de l'émission spéciale Congratulations, Ein bißchen Frieden fut élue septième meilleure chanson à jamais avoir été présentée au concours.
La Finlande termina dernière pour la cinquième fois (la troisième fois avec "nul point").
| Ordre | Pays            | Artiste(s)                  | Chanson                     | Langue       | Place | Points |
| ----- | --------------- | --------------------------- | --------------------------- | ------------ | ----- | ------ |
| 01    | Portugal        | Doce                        | Bem bom                     | Portugais    | 13    | 32     |
| 02    | Luxembourg      | Svetlana                    | Cours après le temps        | Français     | 6     | 78     |
| 03    | Norvège         | Jahn Teigen & Anita Skorgan | Adjø                        | Norvégien    | 12    | 40     |
| 04    | Royaume-Uni H T | Bardo                       | One Step Further            | Anglais      | 7     | 76     |
| 05    | Turquie         | Neco                        | Hani?                       | Turc         | 15    | 20     |
| 06    | Finlande        | Kojo                        | Nuku pommiin                | Finnois      | 18    | 0      |
| 07    | Suisse          | Arlette Zola                | Amour on t'aime             | Français     | 3     | 97     |
| 08    | Chypre          | Ánna Víssi                  | Móno i agápi (Μόνο η αγάπη) | Grec         | 5     | 85     |
| 09    | Suède           | Chips                       | Dag efter dag               | Suédois      | 8     | 67     |
| 10    | Autriche        | Mess                        | Sonntag                     | Allemand     | 9     | 57     |
| 11    | Belgique        | Stella                      | Si tu aimes ma musique      | Français     | 4     | 96     |
| 12    | Espagne         | Lucía                       | Él                          | Espagnol     | 10    | 52     |
| 13    | Danemark        | Brixx                       | Video, video                | Danois       | 17    | 5      |
| 14    | Yougoslavie     | Aska (en)                   | Halo, halo                  | Serbo-croate | 14    | 21     |
| 15    | Israël          | Avi Toledano                | Hora (הורה)                 | Hébreu       | 2     | 100    |
| 16    | Pays-Bas        | Bill Van Dijk               | Jij en ik                   | Néerlandais  | 16    | 8      |
| 17    | Irlande         | The Duskeys                 | Here Today Gone Tommorow    | Anglais      | 11    | 49     |
| 18    | Allemagne       | Nicole                      | Ein bißchen Frieden         | Allemand     | 1     | 161    |

## Anciens participants
| Artiste                              | Pays        | Année(s) précédente(s)                                                                         |
| ------------------------------------ | ----------- | ---------------------------------------------------------------------------------------------- |
| Sally Ann Triplett (membre de Bardo) | Royaume-Uni | 1980 (comme membre de Prima Donna)                                                             |
| Teresa Miguel (membre de Doce)       | Portugal    | 1978 (comme membre de Gemini)                                                                  |
| Fatima Padinha (membre de Doce)      | Portugal    | 1978 (comme membre de Gemini)                                                                  |
| Anita Skorgan                        | Norvège     | 1977, 1979                                                                                     |
| Jahn Teigen                          | Norvège     | 1978                                                                                           |
| Stella                               | Belgique    | 1970 (pour les Pays-Bas, comme membre de Hearts of Soul), 1977 (comme membre de Dream Express) |
| Ánna Víssi                           | Chypre      | 1980 (pour la Grèce)                                                                           |

## Tableau des votes
| Drapeau du Portugal | Drapeau du Luxembourg                             | Drapeau de la Norvège | Drapeau du Royaume-Uni | Drapeau de la Turquie | Drapeau de la Finlande | Drapeau de la Suisse | Drapeau de Chypre | Drapeau de la Suède | Drapeau de l'Autriche | Drapeau de la Belgique | Drapeau de l'Espagne | Drapeau du Danemark | Drapeau de la République fédérative socialiste de Yougoslavie | Drapeau d’Israël | Drapeau des Pays-Bas | Drapeau de l'Irlande | Drapeau de l'Allemagne | Total |    |     |
| Pays                | Portugal                                          |                       | 7                      | –                     | 4                      | 5                    | 2                 | 1                   | –                     | 6                      | –                    | –                   | –                                                             | –                | –                    | 1                    | 4                      | 2     | –  | 32  |
| Pays                | Luxembourg                                        | 6                     |                        | 7                     | 6                      | 3                    | 7                 | –                   | –                     | –                      | 2                    | 8                   | 5                                                             | 4                | –                    | 5                    | 7                      | 10    | 8  | 78  |
| Pays                | Norvège                                           | –                     | 6                      |                       | –                      | –                    | –                 | –                   | 4                     | 4                      | 6                    | 2                   | 2                                                             | –                | –                    | –                    | –                      | 6     | 10 | 40  |
| Pays                | Royaume-Uni                                       | 4                     | 12                     | 6                     |                        | 10                   | 4                 | 5                   | 3                     | –                      | 12                   | –                   | 1                                                             | 2                | 6                    | 2                    | 1                      | 7     | 1  | 76  |
| Pays                | Turquie                                           | –                     | 8                      | 3                     | –                      |                      | 1                 | 3                   | –                     | –                      | 3                    | –                   | –                                                             | –                | –                    | –                    | 2                      | –     | –  | 20  |
| Pays                | Finlande                                          | –                     | –                      | –                     | –                      | –                    |                   | –                   | –                     | –                      | –                    | –                   | –                                                             | –                | –                    | –                    | –                      | –     | –  | 0   |
| Pays                | Suisse                                            | 2                     | 2                      | 4                     | 12                     | 2                    | –                 |                     | 6                     | 2                      | 10                   | 12                  | –                                                             | 7                | 10                   | 10                   | 10                     | 8     | –  | 97  |
| Pays                | Chypre                                            | 5                     | 4                      | 12                    | 3                      | –                    | 8                 | 8                   |                       | –                      | 5                    | 3                   | 7                                                             | –                | 5                    | 7                    | 12                     | –     | 6  | 85  |
| Pays                | Suède                                             | 7                     | 3                      | 8                     | 5                      | –                    | 3                 | 4                   | –                     |                        | 8                    | 5                   | 4                                                             | 8                | 2                    | –                    | 5                      | 3     | 2  | 67  |
| Pays                | Autriche                                          | –                     | –                      | –                     | 10                     | 7                    | –                 | –                   | 7                     | –                      |                      | 6                   | 8                                                             | 6                | 4                    | 4                    | –                      | 5     | –  | 57  |
| Pays                | Belgique                                          | 8                     | 5                      | 5                     | 2                      | 6                    | 5                 | 2                   | 8                     | 7                      | 4                    |                     | 10                                                            | 10               | 7                    | 6                    | 3                      | 4     | 4  | 96  |
| Pays                | Espagne                                           | –                     | 1                      | –                     | –                      | 8                    | 7                 | 6                   | 10                    | –                      | –                    | 4                   |                                                               | –                | 1                    | 8                    | –                      | –     | 7  | 52  |
| Pays                | Danemark                                          | 3                     | –                      | –                     | –                      | –                    | –                 | –                   | –                     | 1                      | –                    | –                   | –                                                             |                  | –                    | –                    | –                      | 1     | –  | 5   |
| Pays                | Yougoslavie                                       | –                     | –                      | –                     | –                      | 4                    | –                 | –                   | 1                     | 12                     | –                    | 1                   | –                                                             | 3                |                      | –                    | –                      | –     | –  | 21  |
| Pays                | Israël                                            | 10                    | 10                     | 1                     | 1                      | –                    | 12                | 10                  | 2                     | 10                     | 7                    | 7                   | 6                                                             | 1                | 3                    |                      | 8                      | –     | 12 | 100 |
| Pays                | Pays-Bas                                          | –                     | –                      | –                     | –                      | –                    | –                 | –                   | –                     | 3                      | –                    | –                   | –                                                             | –                | –                    | –                    |                        | –     | 5  | 8   |
| Pays                | Irlande                                           | 1                     | –                      | 2                     | 7                      | 1                    | –                 | 6                   | 5                     | 5                      | –                    | –                   | 3                                                             | 5                | 8                    | 3                    | –                      |       | 3  | 49  |
| Pays                | Allemagne                                         | 12                    | –                      | 10                    | 8                      | 12                   | 10                | 12                  | 12                    | 8                      | 1                    | 10                  | 12                                                            | 12               | 12                   | 12                   | 6                      | 12    |    | 161 |
| Pays                | Le tableau suit l'ordre de passage des candidats. |                       |                        |                       |                        |                      |                   |                     |                       |                        |                      |                     |                                                               |                  |                      |                      |                        |       |    |     |

## Télédiffuseurs
| Pays        | Télédiffuseur(s)        | Commentateur(s)       | Porte-parole         |
| ----------- | ----------------------- | --------------------- | -------------------- |
| Allemagne   | ARD Deutsches Fernsehen | Ado Schlier           | Lotti Ohnesorge      |
| Allemagne   | Deutschlandfunk         | Roger Horné           | Lotti Ohnesorge      |
| Autriche    | FS2                     | Ernst Grissemann      | Tilia Herold         |
| Autriche    | Hitradio Ö3             | Walter Richard Langer | Tilia Herold         |
| Belgique    | RTBF1                   | Jacques Mercier       | Jacques Olivier      |
| Belgique    | RTBF La Première        | Marc Danval           | Jacques Olivier      |
| Belgique    | BRT TV1                 | Luc Appermont         | Jacques Olivier      |
| Belgique    | BRT Radio 1             | Herwig Haes           | Jacques Olivier      |
| Chypre      | RIK                     | Fryni Papadopoulou    | Anna Partelidou      |
| Chypre      | CyBC Radio 2            | Neophytos Taliotis    | Anna Partelidou      |
| Danemark    | DR TV                   | Jørgen de Mylius      | Hans Otto Bisgaard   |
| Danemark    | DR P3                   | Karen Thisted         | Hans Otto Bisgaard   |
| Espagne     | TVE1                    | Miguel de los Santos  | Marisa Naranjo       |
| Finlande    | YLE TV1                 | Erkki Toivanen        | Solveig Herlin       |
| Irlande     | RTÉ1                    | Larry Gogan           | John Skehan          |
| Irlande     | RTÉ Radio 1             | Mike Murphy           | John Skehan          |
| Israël      | Télévision Israélienne  | pas de commentateur   | Yitzhak Shim'oni     |
| Israël      | Reshet Gimel            | Daniel Pe'er          | Yitzhak Shim'oni     |
| Luxembourg  | RTL Télévision          | Marylène Bergmann     | Jacques Harvey       |
| Luxembourg  | RTL Radio               | André Torrent         | Jacques Harvey       |
| Norvège     | NRK                     | Bjørn Scheele         | Erik Diesen          |
| Norvège     | NRK P1                  | Erik Heyerdahl        | Erik Diesen          |
| Pays-Bas    | Nederland 1             | Pim Jacobs            | Flip van der Schalie |
| Portugal    | RTP1                    | José Fialho Gouveia   | Margarida Andrade    |
| Royaume-Uni | BBC1                    | Terry Wogan           | Colin Berry          |
| Royaume-Uni | BBC Radio 2             | Ray Moore             | Colin Berry          |
| Suède       | SVT TV1                 | Ulf Elfving           | Arne Weise           |
| Suède       | SR P3                   | Kent Finell           | Arne Weise           |
| Suisse      | TSR                     | Georges Hardy         | Michel Stocker       |
| Suisse      | TV DSR                  | Theodor Haller        | Michel Stocker       |
| Suisse      | TSI                     | Giovanni Bertini      | Michel Stocker       |
| Turquie     | TRT                     | Ümit Tunçağ           | Başak Doğru          |
| Yougoslavie | TVB 2                   | Mladen Popović        | Miša Molk            |
| Yougoslavie | TVZ 2                   | Oliver Mlakar         | Miša Molk            |
| Yougoslavie | TVL 2                   | Tomaž Terček          | Miša Molk            |

Le concours fut diffusé en direct dans 30 pays.